# Bangalaia fulvosignata
Bangalaia fulvosignata là một loài bọ cánh cứng trong họ Cerambycidae.